# ブンテ塩
ブンテ塩 (Bunte salt) とは。一般式がR-S-SO3-M+で表わされる有機硫黄化合物の総称。ドイツの化学者ハンス・ブンテ (1848 - 1925) の名に因む。

## 合成
ハロゲン化アルキルとチオ硫酸ナトリウムをアルコール中で加熱すると得られる。
RX + Na2S2O3 → RS2O3Na + NaX

## 性質
ブンテ塩を水の存在下ヨウ素で酸化するとジスルフィドが得られる。ジスルフィドはチオールの重要な前駆体である。
2RS2O3Na + 2H2O + I2 → RS-SR + 2HI + 2NaHSO4